# 해리 코닉 주니어
해리 코닉 주니어(Harry Connick, Jr., 1967년 9월 11일 ~ )는 미국의 가수 및 배우이다.

## 배우 활동

### 영화
- 카피캣